# Битка на Неретви (филм)
Битка на Неретви је југословенски епски историјски партизански филм из 1969. године, базиран на истоименом догађају из Другог светског рата, који је режирао Вељко Булајић, по сценарију којег је написао са Стеваном Булајићем и Ратком Ђуровићем.
Радња филма описује сукобе између партизанских, четничких и окупационих снага, у региону око реке Неретве у окупираној Југославији, током Четврте непријатељске офанзиве. Филм је међународна продукција и његову поставу чине југословенске и иностране звезде, укључујући Бату Живојиновића, Бориса Дворника, Милену Дравић, Сергеја Бондарчука, Јула Бринера и Орсона Велса.
Иако је коначан буџет филма непознат, Битка на Неретви се сматра најскупљим филмом снимљеним у социјалистичкој Југославији. Био је номинован за Оскара 1969. у категорији за најбољи страни филм и имао највећу гледаност у СФР Југославији са око 4,5 милиона гледалаца, док га је у више од осамдесет земаља света видело 350 милиона гледаоца.
Југословенска кинотека је 2016. године, у складу са својим овлашћењима, прогласила Битку на неретви за културно добро од великог значаја.

## Радња
Почетком 1943. године немачки генерали су почели, по Хитлеровом личном наређењу, са спровођењем плана „Вајс“ за уништење партизанских јединица. Притиснути далеко надмоћнијим непријатељем, партизани, са Врховним штабом и 4.500 рањеника и тифусара, нашли су се опкољени у долини Неретве. Остао је само један мост на чијој другој страни су чекале јаке непријатељске снаге. Тито је наредио да се сруши мост. Изненађени непријатељ је пребацио своје снаге на другу страну предвиђајући да ће партизани покушати самоубилачки пробој обруча. Али, у току само једне ноћи партизани су изградили привремени мост поред срушеног и пребацили се на другу страну, где су се сукобили са четницима.

## Улоге
| Глумац               | Улога                 |
| -------------------- | --------------------- |
| Јул Бринер           | Владо                 |
| Бата Живојиновић     | Командант Столе       |
| Милена Дравић        | Нада                  |
| Борис Дворник        | Стипе                 |
| Љубиша Самарџић      | Новак                 |
| Орсон Велс           | четнички сенатор      |
| Павле Вуисић         | Шофер Јордан          |
| Сергеј Бондарчук     | Мартин                |
| Коле Ангеловски      | Жика                  |
| Душан Булајић        | четнички потпуковник  |
| Столе Аранђеловић    | Шумадинац             |
| Фарук Беголи         | Стево                 |
| Олег Видов           | Никола                |
| Ентони Досон         | генерал Морели        |
| Курт Јиргенс         | генерал Лоринг        |
| Силва Кошћина        | Даница                |
| Харди Кригер         | пуковник Кренцер      |
| Шарл Мило            | Ђука                  |
| Франко Неро          | капетан Микеле Рива   |
| Васа Пантелић        | партизански командант |
| Хayард Рос           | Марио                 |
| Лојзе Розман         | Иван                  |
| Драгомир Фелба       | отац двоје мале деце  |
| Хајрудин Хаџикарић   | Владимир Назор        |
| Фабијан Шоваговић    | Луди Бошко            |
| Сибина Мијатовић     | докторка Марија       |
| Миха Балох           | Усташа командир       |
| Петар Спајић Суљо    | Избеглица             |
| Деметер Битенц       | Шредер                |
| Урош Гловацки        | Доктор                |
| Слободан Велимировић | Холцхаусен            |
| Ристо Шишков         | Рањеник               |
| Тана Маскарели       | Избеглица             |

## Настанак

### Предпродукција
Филм је сниман 18 месеци, спонзорирало га је 58 привредних компанија, у њему је учествовао комбиновани пук тадашње ЈНА са 10.000 војника, уништена су четири посебно конструисана села, једна тврђава, а два пута је миниран гвоздени мост на Неретви. Према службеним проценама, филм је коштао 4,5 милиона долара, док су амерички извори наводили цифру од 12 милиона долара.
Филм је био пројекат у којем су учествовали удружени југословенски продуценти, иако је у највећем дијелу био пројект „Јадран филма“ који је ангажовао највећи број својих техничара. Поред њих ту су били и италијански, немачки и енглески партнери, као и Јунајтед Комонвелт, тада једна од највећих продуцентских кућа на свету. У то време, Битка на Неретви, у продукцијском смислу, је била највећи европски филм.
Лик Микелеа Риве (тумачио га је Франко Неро) заснован је на стварном историјском лику, италијанском капетану Марију Риви који је након капитулације Италије прешао на страну партизана и погинуо борећи против Немаца 18. октобра 1943. Причу о његовом преласку на страну партизана и погибији у борби против Немаца сценаристи су транспоновали у фебруар и март 1943. Исто тако, лик Владе (тумачио га је Јул Бринер) је такође заснован на стварној личности, инжењеру Владимиру Смирнову.
Орсон Велс придружио се раду на филму због договора са југословенском владом која би му, за глуму у филму, омогућила снимање његовог филма Дубина на далматинским обалама. Обе стране су испоштовале своју страну договора, али Дубина никад није напустио фазу продукције. Јул Бринер се придружио филму наводећи третман који је добио у Европи као одлучујући фактор: „Стране земље и даље третирају глумца као неког битног. У Холивуду глумац је постао само још један бизнисмен — ретко прави уметник.”

### Продукција
Сцена рушења правог моста преко Неретве снимала се 18. децембра 1968. али ниједан кадар није ушао у филм, јер се по минирању моста подигла велика прашина од које није могло да се снима. Ова сцена је касније поновљена на макетама у једном чехословачком студију. Током снимања сцене минирања моста, Јул Бринер је инсистирао да сам изводи своје вратоломије. У току сцене, једна од мина експлодирала је прерано и лансирала би Бринера са моста, да он није успео да се задржи за челичну греду моста, тиме спасивши себи живот. Када је Велс чуо за несрећу на сету пришао је Бринеру и рекао му: „Изгледа да твоје време још није дошло. Као и ја, можеш да наставиш да провоцираш људе.” Бринер и Велс умрли су истог дана 1985. године.
Немачки Тигар I тенкови који су се појавили у филму су заправо преправљени совјетски тенкови Т-34 који су стручњаци ЈНА прерадили за потребе филма (иако се тенкови Тигар I нису користили на југословенском ратишту). Ови тенкови су се касније појавили и у америчком филму Ратници Брајана Хатона из 1970. са Клинтом Иствудом и Доналдом Садерландом у главним улогама, који је снимљен у Југославији, и Сутјесци Стипе Делића из 1973.
Један од оригиналних постера за француску верзију филма је направио Пабло Пикасо, користећи детаљ са своје слике Отмица Сабињанки. Пикасо је за своју накнаду тражио само кутију најбољих југословенских вина.

### Музика
Енглеска верзија филма садржи музику композитора Бернарда Хермана коју је извео оркестар Лондонске филхармоније. Саундтрек са музиком из овог филма је у Сједињеним Државама објављен 1969.
1. -{Prelude
2. The Retreat
3. Separation
4. From Italy
5. Chetniks' March
6. Farewell
7. Partisan March
8. Pastorale
9. The Turning Point
10. The Death of Danica
11. Finale – Victory!}-

## Успех
На премијери филма одржаној 29. новембра 1969. на отварању сарајевског културно-спортског центра Скендерија, поред Тита и филмске екипе, наводно су присуствовали и Софија Лорен и Омар Шариф. Битка на Неретви је након филма Спартак Стенлија Кјубрика сврстана међу историјске филмске спектакле по утрошеним средствима и броју статиста.
Филм је ушао међу пет филмова номинованих 1969. за Оскар у категорији за најбољи филм ван енглеског говорног подручја, поред филмова З из Алжира, шведског Ådalen 31, совјетског Браћа Карамазов и француског Моја ноћ код Мод.
Јуна 2010. године, на 32. Међународном филмском фестивалу у Москви, у конкуренцији 120 филмова светске кинематографије уврштен је у десет најважнијих филмова о Другом светском рату.
Сцена велике битке између партизана и четника је касније поменута у филму Ране Срђана Драгојевића.

## Награде
На Филмским сусретима у Нишу 1970. године:
- Љубиша Самарџић - Гран при
- Награда публике

## Културно добро
Југословенска кинотека је, у складу са својим овлашћењима на основу Закона о културним добрима, 28. децембра 2016. године прогласила сто српских играних филмова (1911—1999) за културно добро од великог значаја. На тој листи се налази и филм "Битка на Неретви".